# Біндуґа (Пшасниський повіт)
Біндуґа (пол. Binduga) — село в Польщі, у гміні Хожеле Пшасниського повіту Мазовецького воєводства.
Населення — 93 особи (2011).
У 1975-1998 роках село належало до Остроленцького воєводства.

## Демографія
Демографічна структура станом на 31 березня 2011 року:
|          | Загалом | Допрацездатний вік | Працездатний вік | Постпрацездатний вік |
| -------- | ------- | ------------------ | ---------------- | -------------------- |
| Чоловіки | 51      | 21                 | 25               | 5                    |
| Жінки    | 42      | 13                 | 20               | 9                    |
| Разом    | 93      | 34                 | 45               | 14                   |